# 新疆花蛛
新疆花蛛（学名：Misumenops xinjiangensis）为蟹蛛科花蛛属的动物。在中国大陆，分布于新疆等地，常栖息于果园以及胡杨林带草丛。该物种的模式产地在新疆。